# Arboridia okamotonis
Arboridia okamotonis är en insektsart som först beskrevs av Matsumura 1932.  Arboridia okamotonis ingår i släktet Arboridia och familjen dvärgstritar. Inga underarter finns listade i Catalogue of Life.